# (560552) 2015 GO50
(560552) 2015 GO50, também escrito como (560552) 2015 GO50, é um objeto transnetuniano que está localizado no cinturão de Kuiper, uma região do Sistema Solar. Ele possui uma magnitude absoluta de 6,6 e tem um diâmetro com cerca de 295 quilômetros. O astrônomo Mike Brown lista este objeto em sua página na internet como um candidato a possível planeta anão.

## Descoberta
(560552) 2015 GO50 foi descoberto no dia 13 de abril de 2015.

## Órbita
A órbita de (560552) 2015 GO50 tem uma excentricidade de 0,151 e possui um semieixo maior de 44,698 UA. O seu periélio leva o mesmo a uma distância de 37,960 UA em relação ao Sol e seu afélio a 51,435 UA.